# Список игровых кинофильмов СССР (1970)
Список завершённых советских игровых полнометражных и короткометражных фильмов 1970 года производства, снятых для коммерческого проката, а также телефильмов, выпущенных в прокат. В списке отсутствуют неигровые и мультипликационные кинофильмы, а также телефильмы и учебные фильмы, не выходившие в прокат.

## Список фильмов
Зелёным выделены фильмы совместного производства СССР и других стран.
| Основное название                                         | Жанр                               | Формат       | Цвет                 | Частей                                                          | Метраж                                                                       | Киностудия | Республика               | Выпуск на экран  | Режиссёр                                                           | Примечание |         |
| --------------------------------------------------------- | ---------------------------------- | ------------ | -------------------- | --------------------------------------------------------------- | ---------------------------------------------------------------------------- | --- | ------------------------ | ---------------- | ------------------------------------------------------------------ | --- | ------- |
| Алексеич                                                  | новелла                            | об.          | ч.-б.                | 2                                                               | 550                                                                          | Свердловская киностудия | Россия                   | июль 1971        | Салдадзе Людмила                                                   | | [ 1 ]   |
| Баллада о Беринге и его друзьях                           | биографический                     | ш.-э.        | ч.-б.                | 10                                                              | 2671                                                                         | Центральная киностудия детских и юношеских фильмов имени М. Горького                                                                          | Россия                   | 13 января 1971   | Швырёв Юрий                                                        | | [ 2 ]   |
| Бег                                                       | драма                              | ш.-ф. ш.-э.  | цв.                  | 1-я сер. — 10; 2-я сер. — 11                                    | 1-я сер. — 3236 (ш.-ф.) 2588 (ш.-э.); 2-я сер. — 3478 (ш.-ф.) 2786 (ш.-э.)   | Мосфильм | Россия                   | 14 января 1971   | Алов Александр, Наумов Владимир                                    | По мотивам пьесы «Бег» и других произведений Михаила Булгакова | [ 3 ]   |
| Белая птица с чёрной отметиной                            | драма                              | ш.-ф.        | цв.                  | 11                                                              | 3436                                                                         | Киевская киностудия им. А. П. Довженко | Украина                  | январь 1972      | Ильенко Юрий                                                       | | [ 4 ]   |
| Белорусский вокзал                                        | драма                              | ш.-э.        | цв.                  | 10                                                              | 2762                                                                         | Мосфильм | Россия                   | 30 апреля 1971   | Смирнов Андрей                                                     | | [ 5 ]   |
| Взрыв замедленного действия                               | исторический                       | ш.-э.        | ч.-б.                | 10                                                              | 2664                                                                         | Молдова-фильм | Молдавия                 | 20 сентября 1971 | Гажиу Валерий                                                      | | [ 6 ]   |
| В лазоревой степи                                         | драма                              | об.          | ч.-б.                | 10                                                              | 2848                                                                         | Мосфильм | Россия                   | 7 июня 1971      | Лонской Валерий, Шамшурин Владимир, Кольцов Виталий, Бондарёв Олег | Альманах, состоящий из новелл: «Коловерть», «Червоточина» и «Продкомиссар». По ранним рассказам М. Шолохова | [ 7 ]   |
| В Москве, проездом…                                       | мелодрама                          | ш.-э.        | цв.                  | 8                                                               | 2231                                                                         | Центральная киностудия детских и юношеских фильмов имени М. Горького                                                                          | Россия                   | 21 ноября 1972   | Гурин Илья                                                         | | [ 8 ]   |
| Возвращение «Святого Луки»                                | детектив                           | ш.-ф. ш.-э.  | цв.                  | 9                                                               | 3260 (ш.-ф.) 2609 (ш.-э.)                                                    | Мосфильм | Россия                   | 15 июня 1971     | Бобровский Анатолий                                                | | [ 9 ]   |
| Впереди день                                              | драма                              | ш.-э.        | ч.-б.                | 9                                                               | 2580                                                                         | Центральная киностудия детских и юношеских фильмов имени М. Горького                                                                          | Россия                   | 17 июня 1971     | Любимов Павел                                                      | | [ 10 ]  |
| В те дни…                                                 | драма                              | ш.-э.        | ч.-б.                | 8                                                               | 2056                                                                         | Казахфильм | Казахстан                | 17 февраля 1971  | Байтенов Жардем, Цой Гук Ин                                        | | [ 11 ]  |
| В тридевятом царстве                                      | сказка                             | об.          | цв.                  | 9                                                               | 2345                                                                         | Киевская киностудия им. А. П. Довженко | Украина                  | 7 февраля 1972   | Шерстобитов Евгений                                                | | [ 12 ]  |
| Выстрел на границе                                        | детектив                           | ш.-э.        | ч.-б.                | 7                                                               | 1937                                                                         | Арменфильм | Армения                  | 31 мая 1971      | Кеосаян Давид                                                      | | [ 13 ]  |
| Гибель Чёрного консула                                    | исторический                       | ш.-э.        | цв.                  | 10                                                              | 2687                                                                         | Узбекфильм | Узбекистан               | 15 марта 1971    | Ярматов Камиль                                                     | Завершает историко-революционную трилогию Камиля Ярматова — «Буря над Азией» и «Всадники революции» | [ 14 ]  |
| Город первой любви                                        | мелодрама                          | ш.-э.        | ч.-б.                | 10                                                              | 2558                                                                         | Мосфильм | Россия                   | 27 июня 1970     | Яшин Борис, Манос Захариас                                         | Состоит из трёх новелл — «Царицын — 1919 год», «Сталинград — 1929 год», «Сталинград — 1942 год», — объединённых темой первой любви и местом действия                                                             | [ 15 ]  |
| Городской романс                                          | мелодрама                          | ш.-э.        | ч.-б.                | 10                                                              | 2744                                                                         | Одесская киностудия | Украина                  | 2 марта 1971     | Тодоровский Пётр                                                   | | [ 16 ]  |
| Давным-давно                                              | киноальманах                       | об.          | ч.-б.                | 8                                                               | 2078                                                                         | Грузия-фильм | Грузия                   | март 1972        | Элиава Лиана, Чархалашвили Резо, Рехвиашвили Александр             | Состоит из трёх новелл — «Епископ на охоте», «Соседи», «Нуца», — поставленных по произведениям классиков грузинской литературы. Дублирован на Центральной киностудии детских и юношеских фильмов им. М. Горького | [ 17 ]  |
| Два дня чудес                                             | сказка                             | ш.-э.        | цв.                  | 7                                                               | 1855                                                                         | Центральная киностудия детских и юношеских фильмов имени М. Горького                                                                          | Россия                   | январь 1972      | Мирский Лев                                                        | По пьесе Юрия Сотника «Просто ужас» | [ 18 ]  |
| Десница великого мастера                                  | исторический                       | ш.-э.        | ч.-б.                | 1-я сер. — 8, 2-я сер. — 8                                      | 1-я сер. — 2181, 2-я сер. — 2200                                             | Грузия-фильм | Грузия                   | 20 апреля 1971   | Таблиашвили Вахтанг, Абашидзе Дмитрий                              | Дублирован на киностудии «Мосфильм». По одноимённому роману Константина Гамсахурдиа. Годы производства — 1969—1970                                                                                               | [ 19 ]  |
| Дороги бывают разные                                      | драма                              | ш.-э.        | ч.-б.                | 8                                                               | 2293                                                                         | Таджикфильм | Таджикистан              | октябрь 1971     | Касымова Маргарита                                                 | Дублирован на Центральной киностудии детских и юношеских фильмов им. М. Горького | [ 20 ]  |
| Дядя Ваня                                                 | драма                              | об.          | цв.                  | 10                                                              | 2859                                                                         | Мосфильм | Россия                   | 7 сентября 1971  | Кончаловский Андрей                                                | По одноимённой пьесе А. П. Чехова | [ 21 ]  |
| Жил певчий дрозд                                          | драма                              | об.          | ч.-б.                | 8                                                               | 2270                                                                         | Грузия-фильм | Грузия                   | 11 июля 1972     | Иоселиани Отар                                                     | Дублирован на киностудии «Мосфильм» | [ 22 ]  |
| Заблудшие                                                 | драма                              | ш.-э.        | цв.                  | 9                                                               | 2276                                                                         | Таллинфильм | Эстония                  | декабрь 1972     | Комиссаров Калью                                                   | Дублирован на киностудии «Союзмультфильм» | [ 23 ]  |
| За рекой — граница                                        | драма                              | ш.-э.        | цв.                  | 9                                                               | 2349                                                                         | Туркменфильм | Туркменистан             | 22 февраля 1972  | Карлиев Алты                                                       | Дублирован на киностудии «Мосфильм». По повести Олега Смирнова «Барханы» | [ 24 ]  |
| Звезда моего города                                       | мелодрама                          | ш.-э.        | ч.-б.                | 9                                                               | 2502                                                                         | Грузия-фильм | Грузия                   | 20 декабря 1971  | Абесадзе Отар                                                      | Дублирован на Центральной киностудии детских и юношеских фильмов им. М. Горького | [ 25 ]  |
| Звёзды не гаснут                                          | биографический                     | ш.-э. ш.-ф.  | цв.                  | 12                                                              | 2859 (ш.-э.), 3575 (ш.-ф.)                                                   | Мосфильм | Россия                   | 5 ноября 1971    | Ибрагимов Аждар                                                    | | [ 26 ]  |
| Зелёные цепочки                                           | детектив                           | ш.-э.        | ч.-б.                | 10                                                              | 2672                                                                         | Ленфильм | Россия                   | 30 декабря 1970  | Аронов Григорий                                                    | По одноимённой повести Германа Матвеева | [ 27 ]  |
| И был вечер, и было утро…                                 | драма                              | ш.-э.        | ч.-б.                | 9                                                               | 2436                                                                         | Мосфильм | Россия                   | 3 апреля 1971    | Салтыков Алексей                                                   | По мотивам пьесы Бориса Лавренёва «Разлом» | [ 28 ]  |
| Интеграл                                                  | мелодрама                          | ш.-э.        | ч.-б.                | 8                                                               | 2114                                                                         | Узбекфильм | Узбекистан               | 23 июня 1971     | Ахмар Хаджи                                                        | | [ 29 ]  |
| Ищите девушку                                             | детектив                           | об.          | ч.-б.                | 9                                                               | 2476                                                                         | Азербайджанфильм им. Дж. Джабарлы | Азербайджан              | 5 июля 1971      | Сеидбейли Гасан                                                    | Дублирован на Центральной киностудии детских и юношеских фильмов им. М. Горького | [ 30 ]  |
| Как стать мужчиной                                        | киноальманах                       | ш.-э.        | ч.-б.                | 7                                                               | 1902                                                                         | Центральная киностудия детских и юношеских фильмов имени М. Горького                                                                          | Россия                   | 7 сентября 1971  | Тарковская Ирина, Хажкасимов Хасан                                 | Состоит из двух новелл — «Женя» и «Буба» | [ 31 ]  |
| Карусель                                                  | комедия                            | об.          | цв.                  | 9                                                               | 2336                                                                         | Мосфильм | Россия                   | 24 сентября 1976 | Швейцер Михаил                                                     | По этюдам, записным книжкам и рассказам А. П. Чехова «Тоска», «Благодарный», «Циник», «Роман с контрабасом», «О вреде табака», «Поленька», «Размазня»                                                            | [ 32 ]  |
| Клав — сын Мартина                                        | киноповесть                        | ш.-э.        | ч.-б.                | 9                                                               | 2661                                                                         | Рижская киностудия | Латвия                   | 13 октября 1971  | Дункерс Ольгерт                                                    | Дублирован на Центральной киностудии детских и юношеских фильмов им. М. Горького | [ 33 ]  |
| Когда расходится туман                                    | драма                              | об.          | цв.                  | 10                                                              | 2753                                                                         | Мосфильм | Россия                   | август 1972      | Вышинский Юрий                                                     | По мотивам одноимённой повести Анатолия Клещенко | [ 34 ]  |
| Конец атамана                                             | исторический                       | ш.-э.        | цв.                  | 1-я сер. — 7, 2-я сер. — 8                                      | 1-я сер. — 1927, 2-я сер. — 2099                                             | Казахфильм | Казахстан                | март 1971        | Айманов Шакен                                                      | | [ 35 ]  |
| Король Лир                                                | трагедия                           | ш.-э.        | ч.-б.                | 1-я сер. — 7, 2-я сер. — 7                                      | 1-я сер. — 1955, 2-я сер. — 1886                                             | Ленфильм | Россия                   | 8 февраля 1971   | Козинцев Григорий                                                  | По одноимённой трагедии Шекспира. Перевод Б. Пастернака; песни шута в переводе С. Маршака | [ 36 ]  |
| Красная площадь                                           | исторический                       | ш.-э.        | ч.-б.                | 1-я сер. — 8, 2-я сер. — 7                                      | 1-я сер. — 2067, 2-я сер. — 1938                                             | Мосфильм | Россия                   | 30 ноября 1970   | Ордынский Василий                                                  | 1 серия — «Комиссар Амелин», 2 серия — «Начдив Кутасов» | [ 37 ]  |
| Кремлёвские куранты                                       | исторический                       | ш.-э.        | цв.                  | 10                                                              | 2717                                                                         | Мосфильм | Россия                   | 22 апреля 1970   | Георгиев Виктор                                                    | По мотивам одноимённой пьесы Николая Погодина | [ 38 ]  |
| Крутизна                                                  | драма                              | ш.-э.        | ч.-б.                | 8                                                               | 2041                                                                         | Молдова-фильм | Молдавия                 | 16 июня 1971     | Бургиу Яков                                                        | | [ 39 ]  |
| Крутой горизонт                                           | драма                              | ш.-э.        | ч.-б.                | 8                                                               | 2031                                                                         | Киевская киностудия им. А. П. Довженко | Украина                  | 17 ноября 1971   | Ильяшенко Василий                                                  | | [ 40 ]  |
| Крушение империи (фильм)                                  | исторический                       | ш.-э.        | ч.-б.                | 10                                                              | 2698                                                                         | Беларусьфильм | Белоруссия               | 12 апреля 1971   | Корш-Саблин Владимир                                               | По мотивам одноимённого романа Михаила Козакова | [ 41 ]  |
| Кыз-Жибек (фильм)                                         | легенда                            | ш.-э.        | цв.                  | 1-я сер. — 7, 2-я сер. — 8                                      | 1-я сер. — 1936, 2-я сер. — 2050                                             | Казахфильм | Казахстан                | 26 августа 1972  | Ходжиков Султан                                                    | Дублирован на Центральной киностудии детских и юношеских фильмов им. М. Горького | [ 42 ]  |
| Легенда                                                   | драма                              | об.          | цв.                  | 9                                                               | 2434                                                                         | Мосфильм, «Край» | Россия · Польша          | 4 мая 1971       | Хенчиньский Сильвестр                                              | | [ 43 ]  |
| Легенда тюрьмы Павиак                                     | драма                              | об.          | ч.-б.                | 9                                                               | 2305                                                                         | Таджикфильм | Таджикистан              | 16 ноября 1971   | Хамидов Сухбат                                                     | Дублирован на Центральной киностудии детских и юношеских фильмов им. М. Горького | [ 44 ]  |
| Любовь Яровая                                             | драма                              | ш.-ф. ш.-э.  | цв.                  | 12                                                              | 3505 (ш.-ф.), 2632 (ш.-э.)                                                   | Ленфильм | Россия                   | 4 ноября 1970    | Фетин Владимир                                                     | По мотивам одноимённой пьесы Константина Тренёва | [ 45 ]  |
| Меж высоких хлебов                                        | комедия                            | ш.-э.        | цв.                  | 8                                                               | 2210                                                                         | Одесская киностудия | Украина                  | 19 июля 1971     | Миллионщиков Леонид                                                | | [ 46 ]  |
| Миссия в Кабуле                                           | драма                              | ш.-э.        | цв.                  | 1-я сер. — 7, 2-я сер. — 7                                      | 1-я сер. — 1870, 2-я сер. — 1838                                             | Ленфильм | Россия                   | 27 сентября 1971 | Квинихидзе Леонид                                                  | | [ 47 ]  |
| Мой добрый папа                                           | мелодрама                          | об.          | цв.                  | 7                                                               | 1917                                                                         | Ленфильм | Россия                   | март 1971        | Усов Игорь                                                         | | [ 48 ]  |
| Море в огне                                               | исторический                       | ш.-ф. ш.-э.  | цв.                  | 1-я сер. — 9 (ш.-ф.), 9 (ш.-э.) 2-я сер. — 6 (ш.-ф.), 6 (ш.-э.) | 1-я сер. — 3008 (ш.-ф.), 2405 (ш.-э.), 2-я сер. — 1964 (ш.-ф.), 1571 (ш.-э.) | Мосфильм | Россия                   | 27 апреля 1972   | Сааков Леон                                                        | | [ 49 ]  |
| Морской характер                                          | драма                              | ш.-э.        | цв.                  | 10                                                              | 2754                                                                         | Мосфильм | Россия                   | 13 октября 1970  | Журавлёв Василий                                                   | По мотивам рассказов Леонида Соболева | [ 50 ]  |
| Мужское лето                                              | детектив                           | об.          | ч.-б.                | 9                                                               | 2560                                                                         | Литовская киностудия | Литва                    | 21 июня 1971     | Гедрис Марийонас                                                   | Дублирован на Центральной киностудии детских и юношеских фильмов им. М. Горького | [ 51 ]  |
| На пути к Ленину                                          | исторический                       | ш.-э.        | ч.-б.                | 11                                                              | 2978                                                                         | Мосфильм, ДЕФА | Россия · ГДР             | 5 октября 1970   | Райш Гюнтер                                                        | По мотивам книги воспоминаний Альфреда Куреллы | [ 52 ]  |
| Начало                                                    | драма                              | ш.-э.        | ч.-б.                | 9                                                               | 2495                                                                         | Ленфильм | Россия                   | 12 октября 1970  | Панфилов Глеб                                                      | | [ 53 ]  |
| Нечаянная любовь                                          | мелодрама                          | ш.-э.        | цв.                  | 8                                                               | 2141                                                                         | Беларусьфильм | Белоруссия               | 16 июля 1971     | Шульман Иосиф                                                      | | [ 54 ]  |
| Ночная смена                                              | драма                              | об.          | ч.-б.                | 9                                                               | 2400                                                                         | Ленфильм | Россия                   | 7 июня 1971      | Менакер Леонид                                                     | | [ 55 ]  |
| Один из нас                                               | детектив                           | ш.-э.        | ч.-б.                | 10                                                              | 2841                                                                         | Мосфильм | Россия                   | 19 января 1971   | Полока Геннадий                                                    | | [ 56 ]  |
| Олеся                                                     | драма                              | об.          | цв.                  | 9                                                               | 2383                                                                         | Киевская киностудия им. А. П. Довженко | Украина                  | 15 декабря 1971  | Ивченко Борис                                                      | По одноимённой повести Александра Куприна | [ 57 ]  |
| О любви                                                   | мелодрама                          | ш.-э.        | цв.                  | 8                                                               | 2113                                                                         | Центральная киностудия детских и юношеских фильмов имени М. Горького                                                                          | Россия                   | 25 декабря 1970  | Богин Михаил                                                       | | [ 58 ]  |
| Опекун                                                    | комедия                            | ш.-э.        | цв.                  | 8                                                               | 2348                                                                         | Мосфильм | Россия                   | 21 июня 1971     | Мкртчян Альберт, Ходжикян Эдгар                                    | | [ 59 ]  |
| Операция «Хольцауге»                                      | детектив                           | об.          | ч.-б.                | 9                                                               | 2504                                                                         | Беларусьфильм | Белоруссия               | 3 июля 1972      | Петровский Андрей                                                  | По мотивам повести Алексея Леонтьева «Белая земля» | [ 60 ]  |
| Освобождение. Фильм третий — «Направление главного удара» | эпопея                             | ш.-ф. ш.-э.  | цв.                  | 1-я сер. — 7, 2-я сер. — 8                                      | 1-я сер. — 2034 (ш.-ф.), 1666 (ш.-э.), 2-я сер. — 2439 (ш.-ф.), 1869 (ш.-э.) | Мосфильм | Россия                   | 7 ноября 1971    | Озеров Юрий                                                        | | [ 61 ]  |
| Осенний этюд                                              | мелодрама                          | об.          | цв.                  | 2                                                               | 570                                                                          | Мосфильм | Россия                   | 10 ноября 1970   | Антонова Тамара                                                    | | [ 62 ]  |
| Отзвуки прошлого                                          | детектив                           | ш.-э.        | ч.-б.                | 10                                                              | 2635                                                                         | Арменфильм им. А. Бекназаряна | Армения                  | 28 июня 1971     | Мелик-Авакян Григорий                                              | | [ 63 ]  |
| Парад аттракционов                                        | фильм-концерт                      | стерео.      | цв.                  | 9                                                               | 2325                                                                         | Центральная киностудия детских и юношеских фильмов имени М. Горького                                                                          | Россия                   | 24 декабря 1971  | Андриевский Александр                                              | | [ 64 ]  |
| Переступи порог                                           | мелодрама                          | ш.-э.        | ч.-б.                | 9                                                               | 2578                                                                         | Центральная киностудия детских и юношеских фильмов имени М. Горького                                                                          | Россия                   | 19 августа 1970  | Викторов Ричард                                                    | | [ 65 ]  |
| Песни моря                                                | музыкальная комедия                | ш.-э.        | цв.                  | 9                                                               | 2359                                                                         | Мосфильм «Бухарест» | Россия · Румыния         | 27 апреля 1971   | Мунтяну Франчиск                                                   | | [ 66 ]  |
| Под палящим солнцем                                       | драма                              | ш.-э.        | ч.-б.                | 8                                                               | 2316,3                                                                       | Узбекфильм | Узбекистан               | 26 октября 1971  | Хачатуров Альберт                                                  | | [ 67 ]  |
| Поезд в завтрашний день                                   | исторический                       | ш.-э.        | ч.-б.                | 9                                                               | 2433,5                                                                       | Мосфильм | Россия                   | 12 июня 1970     | Азаров Виллен                                                      | | [ 68 ]  |
| Посланники вечности                                       | исторический                       | ш.-э.        | цв.                  | 9                                                               | 2478                                                                         | Мосфильм | Россия                   | 6 апреля 1971    | Добронравов Фёдор                                                  | | [ 69 ]  |
| Приключения жёлтого чемоданчика                           | музыкальная комедия                | ш.-э.        | цв.                  | 8                                                               | 2148                                                                         | Центральная киностудия детских и юношеских фильмов имени М. Горького                                                                          | Россия                   | 30 декабря 1970  | Фрэз Илья                                                          | | [ 70 ]  |
| Путь к сердцу                                             | мелодрама                          | кашированный | ч.-б.                | 10                                                              | 2735                                                                         | Киевская киностудия им. А. П. Довженко | Украина                  | 19 января 1971   | Ивченко Виктор                                                     | | [ 71 ]  |
| Пятёрка отважных                                          | приключенческий                    | об.          | цв.                  | 8                                                               | 2112                                                                         | Беларусьфильм | Белоруссия               | 18 мая 1971      | Мартынюк Леонид                                                    | | [ 72 ]  |
| Расплата                                                  | драма                              | ш.-э.        | цв.                  | 8                                                               | 2273                                                                         | Мосфильм | Россия                   | 27 января 1971   | Филиппов Фёдор                                                     | | [ 73 ]  |
| Республика Вороньей улицы                                 | приключенческий                    | ш.-э.        | цв.                  | 8                                                               | 2162,9                                                                       | Рижская киностудия | Латвия                   | 27 января 1971   | Неретниеце Ада                                                     | По одноимённой повести Яниса Гризиня | [ 74 ]  |
| Риск                                                      | детектив                           | об.          | ч.-б.                | 9                                                               | 2497                                                                         | Молдова-фильм | Молдавия                 | 9 марта 1971     | Паскару Василий                                                    | | [ 75 ]  |
| Родник Эгнар                                              | драма                              | об.          | ч.-б.                | 9                                                               | 2459                                                                         | Арменфильм | Армения                  | 25 января 1972   | Манарян Арман                                                      | Дублирован на Центральной киностудии детских и юношеских фильмов им. М. Горького. По одноимённой повести Мкртича Армена                                                                                          | [ 76 ]  |
| Рыцарь королевы                                           | мелодрама                          | ш.-э.        | ч.-б.                | 9                                                               | 2422                                                                         | Рижская киностудия | Латвия                   | 12 июля 1971     | Калнынь Роланд                                                     | Дублирован на Центральной киностудии детских и юношеских фильмов им. М. Горького | [ 77 ]  |
| Сады Семирамиды                                           | драма                              | ш.-э.        | цв.                  | 9                                                               | 2402                                                                         | Грузия-фильм | Грузия                   | 16 мая 1972      | Долидзе Семён                                                      | Дублирован на киностудии «Мосфильм» | [ 78 ]  |
| Салют, Мария!                                             | драма                              | ш.-э.        | ч.-б.                | 1-я сер. — 7, 2-я сер. — 7                                      | 1-я сер. — 1855, 2-я сер. — 1832                                             | Ленфильм | Россия                   | 14 апреля 1971   | Хейфиц Иосиф                                                       | | [ 79 ]  |
| Свистать всех наверх!                                     | мелодрама                          | ш.-э.        | ч.-б.                | 8                                                               | 2031                                                                         | Центральная киностудия детских и юношеских фильмов имени М. Горького                                                                          | Россия                   | 5 ноября 1971    | Магитон Исаак                                                      | | [ 80 ]  |
| Севастополь                                               | драма                              | ш.-э.        | ч.-б.                | 9                                                               | 2294                                                                         | Одесская киностудия | Россия                   | 26 октября 1970  | Исаков Валерий                                                     | По одноимённой повести Александра Малышкина | [ 81 ]  |
| Севиль                                                    | опера                              | ш.-э.        | цв.                  | 9                                                               | 2456                                                                         | Азербайджанфильм им. Дж. Джабарлы | Азербайджан              | 8 июля 1970      | Гориккер Владимир                                                  | По мотивам произведений Джафара Джабарлы | [ 82 ]  |
| Секундомер                                                | мелодрама                          | об.          | ч.-б.                | 10                                                              | 2740                                                                         | Ленфильм | Россия                   | 2 марта 1971     | Эсадзе Резо                                                        | | [ 83 ]  |
| Семеро сыновей моих                                       | исторический                       | ш.-э.        | ч.-б.                | 10                                                              | 2572                                                                         | «Азербайджанфильм» им. Дж. Джабарлы | Азербайджан              | 24 июня 1971     | Таги-Заде Тофик                                                    | Дублирован на Центральной киностудии детских и юношеских фильмов им. М. Горького. По мотивам «Комсомольской поэмы» Самеда Вургуна                                                                                | [ 84 ]  |
| Семь дней Туйзу Таави                                     | драма                              | об.          | ч.-б.                | 8                                                               | 2158,2                                                                       | Таллинфильм | Эстония                  | 26 октября 1971  | Кяспер Вельё                                                       | Дублирован на Центральной киностудии детских и юношеских фильмов им. М. Горького | [ 85 ]  |
| Семь невест ефрейтора Збруева                             | комедия                            | об.          | цв.                  | 10                                                              | 2658                                                                         | Ленфильм | Россия                   | 17 мая 1971      | Мельников Виталий                                                  | | [ 86 ]  |
| Семья Коцюбинских                                         | биографический                     | ш.-э.        | ч.-б.                | 1-я сер. — 7, 2-я сер. — 10                                     | 1-я сер. — 1879, 2-я сер. — 2687                                             | Киевская киностудия им. А. П. Довженко | Украина                  | 24 марта 1971    | Левчук Тимофей                                                     | | [ 87 ]  |
| Сердце России                                             | исторический                       | ш.-э.        | цв.                  | 10                                                              | 2758,2                                                                       | Мосфильм | Россия                   | 4 ноября 1971    | Строева Вера                                                       | | [ 88 ]  |
| Серебряные трубы                                          | биографический                     | ш.-э.        | ч.-б.                | 8                                                               | 2097                                                                         | Центральная киностудия детских и юношеских фильмов имени М. Горького                                                                          | Россия                   | 14 мая 1971      | Бочаров Эдуард                                                     | | [ 89 ]  |
| Сеспель                                                   | биографический                     | ш.-э.        | ч.-б.                | 9                                                               | 2499                                                                         | Киевская киностудия им. А. П. Довженко | Украина                  | 1 января 1972    | Савельев Владимир                                                  | | [ 90 ]  |
| Слепой дождь                                              | мелодрама                          | об.          | цв.                  | 8                                                               | 1988,5                                                                       | Узбекфильм | Узбекистан               | 5 сентября 1972  | Кабулов Анатолий                                                   | | [ 91 ]  |
| Слуги дьявола                                             | комедия                            | ш.-э.        | цв.                  | 9                                                               | 2317                                                                         | Рижская киностудия | Латвия                   | 17 февраля 1971  | Лейманис Александр                                                 | Дублирован на киностудии «Ленфильм». По мотивам романов Рутку Тева | [ 92 ]  |
| Случай с Полыниным                                        | мелодрама                          | ш.-э.        | ч.-б.                | 10                                                              | 2691                                                                         | Мосфильм | Россия                   | 29 марта 1971    | Сахаров Алексей                                                    | По одноимённой повести Константина Симонова | [ 93 ]  |
| Смелого пуля боится                                       | приключенческий                    | ш.-э.        | ч.-б.                | 9                                                               | 2334                                                                         | Свердловская киностудия | Россия                   | 25 августа 1971  | Николаевский Олег                                                  | | [ 94 ]  |
| Смерти нет, ребята!                                       | драма                              | ш.-э.        | ч.-б.                | 9                                                               | 2467                                                                         | Туркменфильм | Туркменистан             | 5 мая 1971       | Мансуров Булат                                                     | | [ 95 ]  |
| Спокойный день в конце войны                              | драма                              | об.          | ч.-б.                | 4                                                               | 933                                                                          | Мосфильм | Россия                   | июль 1971        | Михалков Никита                                                    | | [ 96 ]  |
| Спорт, спорт, спорт                                       | кинообозрение                      | об.          | цв.                  | 9                                                               | 2325                                                                         | Мосфильм | Россия                   | 5 апреля 1971    | Климов Элем                                                        | | [ 97 ]  |
| Старые мельницы                                           | мелодрама                          | об.          | ч.-б.                | 7                                                               | 1902                                                                         | Грузия-фильм | Грузия                   | 16 ноября 1971   | Гошадзе Тенгиз                                                     | Дублирован на Центральной киностудии детских и юношеских фильмов им. М. Горького. По мотивам повести Арчила Сулакаури «Половодье»                                                                                | [ 98 ]  |
| Стреляй вместо меня                                       | драма                              | ш.-э.        | ч.-б.                | 8                                                               | 2092                                                                         | Рижская киностудия | Латвия                   | 25 мая 1971      | Стрейч Янис                                                        | | [ 99 ]  |
| Судьба резидента                                          | детектив                           | ш.-э.        | ч.-б.                | 1-я сер. — 8, 2-я сер. — 7                                      | 1-я сер. — 2307, 2-я сер. — 2003                                             | Центральная киностудия детских и юношеских фильмов имени М. Горького                                                                          | Россия                   | 20 августа 1970  | Дорман Вениамин                                                    | Продолжение фильма «Ошибка резидента» по мотивам романа Олега Шмелёва, Владимира Востокова «С открытыми картами». Часть первая — «С открытыми картами». Часть вторая — «Западный шлейф»                          | [ 100 ] |
| Счастливый человек                                        | мелодрама                          | ш.-э.        | ч.-б.                | 8                                                               | 2049                                                                         | Беларусьфильм | Белоруссия               | 19 октября 1970  | Добролюбов Игорь                                                   | | [ 101 ] |
| Счастье Анны                                              | драма                              | ш.-э.        | ч.-б.                | 9                                                               | 2275                                                                         | Ленфильм | Россия                   | 19 июля 1971     | Рогов Юрий                                                         | | [ 102 ] |
| Тайна железной двери                                      | сказка                             | об.          | цв.                  | 7                                                               | 1984                                                                         | Центральная киностудия детских и юношеских фильмов имени М. Горького                                                                          | Россия                   | 25 августа 1971  | Юзовский Михаил                                                    | По мотивам повести Юрия Томина «Шёл по городу волшебник» | [ 103 ] |
| Третья дочь                                               | мелодрама                          | об.          | ч.-б.                | 8                                                               | 2178                                                                         | Таджикфильм | Таджикистан              | 16 февраля 1971  | Тураев Анвар                                                       | Дублирован на Центральной киностудии детских и юношеских фильмов им. М. Горького | [ 104 ] |
| Угол падения                                              | исторический                       | ш.-э.        | ч.-б.                | 1-я сер. — 7, 2-я сер. — 7                                      | 1-я сер. — 1957, 2-я сер. — 1907                                             | Ленфильм | Россия                   | 27 мая 1970      | Казанский Геннадий                                                 | По одноимённому роману Всеволода Кочетова | [ 105 ] |
| Удивительный заклад (фильм)                               | мелодрама                          | об.          | ч.-б.                | 8                                                               | 2049                                                                         | Ленфильм | Россия                   | 24 марта 1971    | Макарычев Леонид                                                   | По мотивам повести Екатерины Борониной | [ 106 ] |
| Узники Бомона                                             | драма                              | ш.-э.        | ч.-б.                | 1-я сер. — 9, 2-я сер. — 7                                      | 1-я сер. — 2383, 2-я сер. — 1844                                             | Киевская киностудия им. А. П. Довженко | Украина                  | 19 апреля 1971   | Лысенко Юрий                                                       | | [ 107 ] |
| Украли Старого Тоомаса                                    | музыкальная комедия                | ш.-э.        | цв.                  | 7                                                               | 1935                                                                         | Таллинфильм | Эстония                  | 11 февраля 1972  | Школьников Семён                                                   | Дублирован на киностудии «Мосфильм» | [ 108 ] |
| Умеете ли вы жить?                                        | мелодрама                          | кашированный | ч.-б.                | 7                                                               | 1886                                                                         | Киевская киностудия им. А. П. Довженко | Украина                  | 14 сентября 1971 | Муратов Александр                                                  | | [ 109 ] |
| Ференц Лист (Грёзы любви)                                 | биографический                     | ш.-э.        | цв.                  | 1-я сер. — 8, 2-я сер. — 9                                      | 1-я сер. — 2027, 2-я сер. — 2267,3                                           | Ленфильм Mafilm | Россия · Венгрия         | 3 июля 1972      | Келети Мартон                                                      | | [ 110 ] |
| Фитиль № 92                                               | Всесоюзный сатирический киножурнал | об.          | цв.                  | 1                                                               | 292                                                                          | редакция Всесоюзного сатирического киножурнала «Фитиль», ЦСДФ, Литовская киностудия, Таджикфильм                                              | Россия Литва Таджикистан | июль 1970        |                                                                    | Состоит из трёх сюжетов: «Меры приняты (по следам "Фитиля" № 66)», «Коленка» и «Рагу из каракуля» | [ 111 ] |
| Фитиль № 93                                               | Всесоюзный сатирический киножурнал | об.          | цв.                  | 1                                                               | 280                                                                          | редакция Всесоюзного сатирического киножурнала «Фитиль», ЦСДФ Мосфильм Дальневосточная кинохроника                                            | Россия                   | август 1970      |                                                                    | Состоит из трёх сюжетов: «Экономический крот», «По рукам» и «Невидимый барьер» | [ 112 ] |
| Фитиль № 94                                               | Всесоюзный сатирический киножурнал | об.          | цв.                  | 1                                                               | 289                                                                          | редакция Всесоюзного сатирического киножурнала «Фитиль», Одесская киностудия, ЦСДФ, Мосфильм                                                  | Россия Украина           | сентябрь 1970    |                                                                    | Состоит из трёх сюжетов: «Производственный секрет», «Как пропадают пароходы» и «Дорогие слова» | [ 113 ] |
| Фитиль № 95                                               | Всесоюзный сатирический киножурнал | об.          | цв.                  | 1                                                               | 294                                                                          | редакция Всесоюзного сатирического киножурнала «Фитиль», Киностудия имени М. Горького, ЦСДФ, Киевнаучфильм                                    | Россия Украина           | сентябрь 1970    |                                                                    | Состоит из трёх сюжетов: «Человек и механизм», «Требуется начальник» и «Анонимка» | [ 114 ] |
| Фитиль № 96                                               | Всесоюзный сатирический киножурнал | об.          | цв.                  | 1                                                               | 285                                                                          | редакция Всесоюзного сатирического киножурнала «Фитиль», Мосфильм, ЦСДФ, Союзмультфильм                                                       | Россия                   | октябрь 1970     |                                                                    | Состоит из трёх сюжетов: «Нахлебник», «На свалку» и «Перед экзаменом» | [ 115 ] |
| Фитиль № 97                                               | Всесоюзный сатирический киножурнал | об.          | цв.                  | 1                                                               | 297                                                                          | редакция Всесоюзного сатирического киножурнала «Фитиль», Союзмультфильм, Ленинградская студия документальных фильмов, Мосфильм                | Россия                   | ноябрь 1970      |                                                                    | Состоит из трёх сюжетов: «По собственному желанию», «Горе-коммерсанты» и «Ложка дёгтя» | [ 116 ] |
| Фитиль № 98                                               | Всесоюзный сатирический киножурнал | об.          | цв.                  | 1                                                               | 297                                                                          | редакция Всесоюзного сатирического киножурнала «Фитиль», Мосфильм, ЦСДФ                                                                       | Россия                   | декабрь 1970     |                                                                    | Состоит из четырёх сюжетов: «Яблоко от яблони», «Реакция (по следам "Фитиля" № 64)», «Несознательный» и «Беззащитный автомат»                                                                                    | [ 117 ] |
| Фитиль № 99                                               | Всесоюзный сатирический киножурнал | об.          | цв.                  | 1                                                               | 296                                                                          | редакция Всесоюзного сатирического киножурнала «Фитиль», Азербайджанфильм, Западно-Сибирская студия кинохроники, Мосфильм                     | Россия, Азербайджан      | январь 1971      |                                                                    | Состоит из трёх сюжетов: «Соринка», «Златые горы» и «Фонд критики» | [ 118 ] |
| Фитиль № 100                                              | Всесоюзный сатирический киножурнал | об.          | цв.                  | 1                                                               | 294                                                                          | редакция Всесоюзного сатирического киножурнала «Фитиль», Союзмультфильм Ростовская-на-Дону студия кинохроники, Мосфильм                       | Россия                   | февраль 1971     |                                                                    | Состоит из трёх сюжетов: «Безответственный ответственный», «Всё течёт и ничего не меняется» и «Закон природы» | [ 119 ] |
| Фитиль № 101                                              | Всесоюзный сатирический киножурнал | об.          | цв.                  | 1                                                               | 291                                                                          | редакция Всесоюзного сатирического киножурнала «Фитиль», Мосфильм, Узбекфильм, Литовская киностудия                                           | Россия Узбекистан Литва  | 22 декабря 1970  |                                                                    | Состоит из трёх сюжетов: «Стандартный случай», «Камни молчат» и «Когда прижмёт» | [ 120 ] |
| Фитиль № 102                                              | Всесоюзный сатирический киножурнал | об.          | цв.                  | 1                                                               | 295                                                                          | редакция Всесоюзного сатирического киножурнала «Фитиль», Мосфильм, ЦСДФ, Центральная киностудия детских и юношеских фильмов имени М. Горького | Россия                   | 8 января 1971    |                                                                    | Состоит из трёх сюжетов: «Хобби», «Автосервис» и «Дела служебные» | [ 121 ] |
| Хлеб и соль                                               | драма                              | ш.-э.        | ч.-б.                | 9                                                               | 2348                                                                         | Киевская киностудия им. А. П. Довженко | Украина                  | 29 сентября 1971 | Кохан Григорий, Макаренко Николай                                  | По одноимённому роману Михаила Стельмаха | [ 122 ] |
| Хозяин                                                    | драма                              | ш.-э.        | ч.-б.                | 10                                                              | 2710,1                                                                       | Ленфильм | Россия                   | 6 сентября 1971  | Ершов Михаил                                                       | | [ 123 ] |
| Хуторок в степи                                           | драма                              | ш.-э.        | ч.-б.                | 10                                                              | 2603                                                                         | Центральная киностудия детских и юношеских фильмов имени М. Горького                                                                          | Россия                   | 14 мая 1971      | Бунеев Борис                                                       | По одноимённому роману Валентина Катаева | [ 124 ] |
| Чайка                                                     | драма                              | ш.-э.        | цв.                  | 10                                                              | 2729                                                                         | Мосфильм | Россия                   | 14 февраля 1972  | Карасик Юлий                                                       | По одноимённой пьесе А. П. Чехова | [ 125 ] |
| Человек с другой стороны                                  | драма                              | ш.-э.        | цв.                  | 10                                                              |                                                                              | Центральная киностудия детских и юношеских фильмов имени М. Горького, Омега-фильм                                                             | Россия · Швеция          | 1 декабря 1972   | Егоров Юрий                                                        | | [ 126 ] |
| Чермен                                                    | историческая драма                 | ш.-ф. ш.-э.  | цв.                  | 8                                                               | 2625 (ш.-ф.) 2100 (ш.-э.)                                                    | Грузия-фильм | Грузия                   | 30 марта 1971    | Санишвили Николай                                                  | По одноимённой трагедии Гриса Плиева | [ 127 ] |
| Чёрная гора                                               | драма                              | об.          | цв.                  | 9                                                               | 2414                                                                         | Центральная студия научно-популярных и учебных фильмов, Общество детских фильмов                                                              | Россия · Индия           | 27 января 1972   | Згуриди Александр                                                  | По мотивам одноимённого рассказа Ходжи Ахмада Аббаса | [ 128 ] |
| Чёрное солнце                                             | драма                              | ш.-э.        | ч.-б., цв. — 11-я ч. | 11                                                              | 2817                                                                         | Беларусьфильм | Белоруссия               | 6 апреля 1971    | Спешнев Алексей                                                    | | [ 129 ] |
| Чёртова дюжина                                            | приключенческий                    | ш.-э.        | цв.                  | 8                                                               | 2285                                                                         | Одесская киностудия | Украина                  | июнь 1972        | Жилин Виктор                                                       | | [ 130 ] |
| Чрезвычайный комиссар                                     | драма                              | ш.-э.        | ч.-б.                | 9                                                               | 2542                                                                         | Узбекфильм | Узбекистан               | 3 ноября 1970    | Хамраев Али                                                        | | [ 131 ] |
| Чудный характер                                           | музыкальная комедия                | ш.-э.        | ч.-б.                | 9                                                               | 2506                                                                         | Мосфильм | Россия                   | 22 декабря 1970  | Воинов Константин                                                  | | [ 132 ] |
| Шаг с крыши                                               | сказка                             | об.          | цв.                  | 9                                                               | 2441                                                                         | Одесская киностудия | Украина                  | 13 сентября 1971 | Василевский Радомир                                                | | [ 133 ] |
| Эта проклятая покорность                                  | киноповесть                        | ш.-э.        | цв.                  | 8                                                               | 2290                                                                         | Литовская киностудия | Литва                    | 12 января 1972   | Дауса Альгирдас                                                    | По роману Юозаса Тумаса-Вайжгантаса «Дяди и тётки» | [ 134 ] |

### Комментарии
1. ↑  Новелла «Коловерть»
2. ↑  Новелла «Червоточина»
3. ↑  Новелла «Продкомиссар»
4. ↑  Новелла «Царицын — 1919 год»
5. ↑  Новелла «Сталинград — 1929 год»
6. ↑  Новелла «Сталинград — 1942 год»
7. ↑  Новелла «Епископ на охоте»
8. ↑  Новелла «Соседи»
9. ↑  Новелла «Нуца»
10. ↑  Новелла «Женя»
11. ↑  Новелла «Буба»